# Giuseppe Lavia
Giuseppe Lavia (Longobucco, 25 dicembre 1884 – 18 aprile 1955) è stato un politico italiano.

## Biografia
Esponente calabrese della Democrazia Cristiana, è eletto Senatore della Repubblica Italiana nella I Legislatura, restando in carica dal 1948 al 1953.